# Contacto psicotáctil
El Contacto Psicotáctil es una forma de contacto específico de la haptonomía y del acercamiento haptonómico que sobrepasa las sensaciones estrictamente corporales (sensoriales) para ir al centro de la persona en un cuadro afectivo-confirmante. Lleno de ternura sobrepasa lo meramente corporal, sin tomar ni desear nada para el terapeuta. La persona así contactada experimenta un cambio substancial en el tono muscular y psíquico gracias a la seguridad interna que se instaura en ella.

LLeno de respeto, prudencia, presencia y transparencia límpida, siguiendo la ética y deontología de la haptonomía, es una comunicación afectiva-confirmante que instaura en la persona un estado de seguridad y de autonomía, provoca cambios en su tono muscular y psíquico que favorecen su curación.
La primera referencia a este contacto psicotáctil la hizo el médico holandés Frans Veldman, fundador de la haptonomía, en 1.963 (Psychotactiele therapie, Nijmegen, 1963) y aparece por primera vez en francés 
(psychotactile) en el libro de Frans Veldman "Haptonomie. Science de l'affectivité" publicado en 1989.
En español la primera referencia se encuentra en una conferencia del ginecólogo francés Raymond Belaiche en las Actas de la III Jornada Internacional X Aniversario de la introducción de la Haptonomía en España.